# A Szulejmán epizódjainak listája
Az itt látható epizódlista a Szulejmán című török televíziós sorozat részeit tartalmazza.
A nézettségi adatok az RTL Klub Sajtóosztályától származnak.
| Évad | Évad | Epizódok száma | Évad premier Magyarországon | Évad finálé Magyarországon | Átlagnézettség Magyarországon | Átlagnézettség Magyarországon |
| Évad | Évad | Epizódok száma | Évad premier Magyarországon | Évad finálé Magyarországon | +4                            | 18-49                         |
| ---- | ---- | -------------- | --------------------------- | -------------------------- | ----------------------------- | ----------------------------- |
|      | 1    | 24             | 2013. január 9.             | 2013. szeptember 4.        |                               |                               |
|      | 2    | 39             | 2013. szeptember 11.        | 2015. április 22.          |                               |                               |
|      | 3    | 40             | 2015. április 29.           | 2017. február 8.           |                               |                               |
|      | 4    | 36             | 2017. február 15.           | 2018. december 12.         |                               |                               |

## Első évad
| Bemutató dátuma Magyarországon | # Magyar | # Török | Cím                | Nézettség Magyarországon | Nézettség Magyarországon | Nézettség Magyarországon | Nézettség Magyarországon |
| Bemutató dátuma Magyarországon | # Magyar | # Török | Cím                | +4                       | SHR (%)                  | 18-49                    | SHR (%)                  |
| --- | -------- | ------- | ------------------ | ------------------------ | ------------------------ | ------------------------ | ------------------------ |
| 2013.01.09. | 1x01     | 1x01    | Első rész          | 1 088 410                | 29.1                     | 401 826                  | 24.3                     |
| Szulejmán trónra jutásának természetesen Európa-szerte híre megy, akárcsak reformjainak, miszerint a Földközi-tengeren zajló árucseréket is kézben akarja tartani. Seregét már javában készíti a hadjáratra, mikor hírül kapja, hogy a keleti gyarmatoknál lázadások törnek ki. A nyugati hadjárattal így várnia kell, amit a keresztény hatalmak üdvözölnek. A szultán első komolyabb teendője tehát rendet tenni keleten. A palotában folytatódik az ágyasok képzése. Oktatóktól tanulják az illendő viselkedést, etikettet. Rokszolana rendre hangot ad nemtetszésének, amivel még inkább felhívja a szultánhoz közel álló emberek figyelmét, és általuk persze az uralkodóét.                                                             |          |         |                    |                          |                          |                          |                          |
| |          |         |                    |                          |                          |                          |                          |
| 2013.01.16. | 1x02     | 1x02/1  | Második rész       | 1 122 396                | 26.5                     | 418 224                  | 23.4                     |
| Az Oszmán Birodalom újra összeütközésbe kerül a Magyar Királysággal. Szulejmán követeket küld Budára, noha már fontolgatja, hogy óriási hadseregével megtámadja Magyarországot. A palotában Alexandra (Rokszolana) egyre inkább közelebb kerül a szultánhoz, olyannyira, hogy eltölthet egy éjszakát az uralkodóval. Az éjszaka még inkább megerősíti korábbi kölcsönös vonzalmukat, s a lány a szívét is a padisahnak ajánlja. |          |         |                    |                          |                          |                          |                          |
| |          |         |                    |                          |                          |                          |                          |
| 2013.01.23. | 1x03     | 1x02/2  | Harmadik rész      | 980 659                  | 24.1                     | 349 722                  | 18.8                     |
| Folytatódnak a nagy hadjárat előkészületei, s az oszmán sereg egy része Egyiptomba indul, hogy leverje az ottani lázadásokat. Szulejmán elsődleges célpontja továbbra is Rodosz, de az afrikai forrongások miatt azzal még várnia kell. Addig is utasítja Ibrahimot, hogy keressen olyan kereskedőket, akik Rodoszon belső viszályt szítva segítsék elfoglalni azt. Az uralkodó tisztelete jeléül Alexandrát Hürremnek nevezi, s ezzel kivételezetté teszi őt. Amikor Hürrem él ezzel a jogával, a szultán anyja tömlöcbe vetteti a lányt. |          |         |                    |                          |                          |                          |                          |
| |          |         |                    |                          |                          |                          |                          |
| 2013.01.30. | 1x04     | 1x03/1  | Negyedik rész      | 1 075 814                | 26                       | 403 457                  | 21.9                     |
| A szultán követet küld II. Lajos magyar királyhoz, hogy kötelezze az adók megfizetésére. A király válaszul lefejezteti a követet, így jelezve, hogy a keresztény Európa nem fog behódolni az oszmán uralkodónak. Az egyiptomi lázadást Szulejmán serege leveri, így fokozott erővel készül Szulejmán a Rodosz és a keresztény nyugat elleni nagy hadjáratra. A szultána újra gyermeket vár, így nagy öröm költözik a palotába. Hürrem azonban nem osztozik az örömben, mert attól tart, hogy elveszíti az uralkodó kegyét. A szultán anyja továbbra sem nézi jó szemmel az egyszerű rabszolgasorból származó Hürrem és fia kapcsolatát. Ibrahim szerelmet vall a szultán húgának, pedig jól tudja, hogy a fejével játszik.                    |          |         |                    |                          |                          |                          |                          |
| |          |         |                    |                          |                          |                          |                          |
| 2013.02.06. | 1x05     | 1x03/2  | Ötödik rész        | 973 057                  | 24.7                     | 362 949                  | 21.6                     |
| Szulejmán hadseregét erősítve még több hajót építtet, s még több ágyút öntet, hogy mielőbb megindíthassa nyugati hódító hadjáratát. Velence üdvözli II. Lajos magyar király Portának adott válaszát, és biztosítja az uralkodót az oszmán törökök elleni támogatásáról. A szerájban óriási botrány tör ki, amikor eltűnik Hürrem kedves, szultántól kapott gyűrűje. A lány érzi, hogy a történtek mögött Mahidevran, a szultán első feleségének intrikája áll, de bizonyítani nem tudja. Ibrahim diszkréten visszaszerzi az ékszert, s valaki a háttérben ügyesen az egyik ágyasra tereli a gyanút. Hürrem elhatározza, hogy a szultán felesége lesz, ezért szövetkezik Szümbül agával, aki azt tanácsolja, hogy vegye fel a muszlim vallást. |          |         |                    |                          |                          |                          |                          |
| |          |         |                    |                          |                          |                          |                          |
| 2013.02.13. | 1x06     | 1x04/1  | Hatodik rész       | 974 434                  | 24.2                     | 357 593                  | 20.5                     |
| A szultán serege felkészül a hadjáratra. Szulejmán II. Lajos válaszát, a követ lefejezését hadüzenetnek veszi, és elrendeli a sereg mozgósítását. A hír kiszivárog, s a velencei követ sürgős üzenetet küld, hogy figyelmeztesse Európát, így II. Lajost is a közelgő veszélyre. A Mahidevrannal történt összetűzés során Hürrem súlyosan megsebesül. A hárem vezetői azonban mindent elkövetnek, hogy ne derüljön ki az eset. S mikor Szulejmán magához rendeli Hürremet, a lány a vezetőket védve megtagadja a parancsot. |          |         |                    |                          |                          |                          |                          |
| |          |         |                    |                          |                          |                          |                          |
| 2013.02.20. | 1x07     | 1x04/2  | Hetedik rész       | 1 069 076                | 27.4                     | 411 250                  | 24.2                     |
| A háború előkészületei befejeződnek, a szultán serege készen áll az indulásra. Európa lekezelően figyeli az eseményeket, Lajos túlságosan is megbízik a támogatóiban. A kémek jelentései alapján arra gyanakszanak, a szultán Magyarország ellen vonul az országok feszült helyzete miatt. Szulejmán megtudja, hogy Máhidevrán félholtra verte Hürremet. A szultán megdöbben felesége gonoszságán, és száműzi a palotából, frigyüket pedig lezártnak tekinti. Szulejmán anyja azonban újra védelmébe veszi Máhidevránt. |          |         |                    |                          |                          |                          |                          |
| |          |         |                    |                          |                          |                          |                          |
| 2013.02.27. | 1x08     | 1x05/1  | Nyolcadik rész     | 1 000 063                | 24.7                     | 364 348                  | 21.1                     |
| Megkezdődik Szulejmán hadjárata. A szultán Buda helyett a Magyar Királyság déli erősségét, Nándorfehérvárt tűzi ki célpontnak. A szerájból Hürremet el akarják távolítani, ezért a megbízott fővezér fia ajánlatot kap: ha feleségül veszi a lányt, elviheti. Az ifjú hajlik is az alkura, ám Hürrem – noha parancsba kapja – hallani sem akar a frigyről. Hogy csak a szultán engedélyével távolíthassák el, védekezésül cselhez folyamodva azt állítja: gyermeket vár. |          |         |                    |                          |                          |                          |                          |
| |          |         |                    |                          |                          |                          |                          |
| 2013.03.06. | 1x09     | 1x05/2  | Kilencedik rész    | 930 103                  | 24.2                     | 335 465                  | 20.1                     |
| Szulejmánnak sikerül a cselt végrehajtani és meglepni Lajost egy esküvői lakomán. Lajos és kísérete azonban megszökik egy titkos alagútrendszeren át. Hürren halálra rémülten várja a bábát, akit azért küldenek, hogy kiderítse, valóban gyermeket vár-e. Amennyiben hazudott, biztos halál vár rá. Mahidevran biztos benne, hogy a lány csak hazudott, amiért férjhez akarták adni Szulejmán háta mögött. |          |         |                    |                          |                          |                          |                          |
| |          |         |                    |                          |                          |                          |                          |
| 2013.03.13. | 1x10     | 1x06/1  | Tizedik rész       | 940 738                  | 24.2                     | 354 262                  | 21.2                     |
| Szulejmán serege beveszi Nándorfehérvárt. A sikeres ostromot követően a szultán télre visszaparancsolja a hadát. II. Lajos király nem tart attól, hogy Szulejmán eljuthat Budáig. A szerájban Hürrem továbbra is megkülönböztetett figyelmet élvez terhessége miatt, és alig várja, hogy Szulejmán hazatérjen a háborúból. Mahidevran végső kétségbeesésében a legrosszabbtól sem riad vissza. Szolgálói megfenyegetésével megmérgezi Hürrem ételét. Ibrahim a mérgezés miatt kis híján elveszti a szultán bizalmát. |          |         |                    |                          |                          |                          |                          |
| |          |         |                    |                          |                          |                          |                          |
| 2013.03.20. | 1x11     | 1x06/2  | Tizenegyedik rész  | 1 072 517                | 28.3                     | 383 089                  | 23.5                     |
| A szultán hazatér a háborúból. Örömteli hír fogadja, miszerint Hürrem várandós. Ám sokáig nem örülhet, mert a lányt megmérgezik. Egy szolgát felbérelnek, hogy Hürrem vacsorájába mérget csepegtessen. A gyors segítségnek hála azonban Hürrem életben marad. Azonnal megkezdődik a nyomozás a vétkesek előkerítéséért. Az elkövető szolgát, mielőtt vallana, megölik, ám társát, Gülsahot sikerül szóra bírni. |          |         |                    |                          |                          |                          |                          |
| |          |         |                    |                          |                          |                          |                          |
| 2013.03.27. | 1x12     | 1x07/1  | Tizenkettedik rész | 1 024 034                | 27.4                     | 357 276                  | 22.6                     |
| Az oszmán sereg tavaszi hadjáratára készül. A célpont ezúttal Rodosz szigete. A szultán azonban megtévesztésre készül. II. Lajos magyar királyhoz küldött levelében Buda megtámadását és elfoglalását írja. Így az európai keresztény hatalmak erre a támadásra készülnek, és nem a Földközi-tengerre összpontosítanak. A szerájban Szulejmán tudomására jut, hogy anyja kiajánlotta Hürremet az egyik pasa fiának, és ezzel szembesíti is a válide szultánát. Mérgezése után Hürrem új lakosztályba kerül, hogy nyugodtan készülhessen a szülésre. Legjobb barátnője, Maria is felveszi a muzulmán hitet, és Gülnihal néven – Ibrahim hatására – a szultán ágyasaként is bemutatkozhat.                                                      |          |         |                    |                          |                          |                          |                          |
| |          |         |                    |                          |                          |                          |                          |
| 2013.04.03. | 1x13     | 1x07/2  | Tizenharmadik rész | 1 001 527                | 23.8                     | 334 275                  | 18.2                     |
| A szultán továbbra is rodoszi hadjáratára készül. Elrendeli seregei toborzását, és új hajók megépítését. Rodosz továbbra sem veszi komoly fenyegetésnek az Oszmán Birodalmat. Megszületik Hürrem gyermeke. A herceg nagyapja után a Mehmet nevet kapja. Hürrem már az első napon szembesül az uralkodói család szokásaival. Gyermekét szinte csak percekre láthatja, az etetés időszakában. Ibrahim is neheztel azért, hogy Hürrem Mahidevran helyére akar lépni, és összefog Mahidevrannal. |          |         |                    |                          |                          |                          |                          |
| |          |         |                    |                          |                          |                          |                          |
| 2013.04.10. | 1x14     | 1x08/1  | Tizennegyedik rész | 1 055 452                | 26.7                     | 428 397                  | 24.2                     |
| Híre megy Európában, hogy az Oszmán Birodalom újabb hadjáratra készül. Mikor Rodosz helytartója kézhez kapja Szulejmán fenyegető levelét, a pápához fordul segítségért. Mahidevran retteg a gondolattól, hogy Hürrem fiúgyermeket szül, és túl nagy befolyásra tesz szert az uralkodónál. Titkos pártfogójához, a szultán bizalmasához, Ibrahimhoz fordul segítségért, aki készséggel támogatja őt Hürremmel szemben. Amikor Szulejmán új ágyast kér, Ibrahim Hürrem egyetlen barátnőjét, Gülnihalt választja. Hatidzsét, Szulejmán húgát ki akarják házasítani, ezért a lány megkéri Ibrahimot, hogy többé ne találkozzanak. |          |         |                    |                          |                          |                          |                          |
| |          |         |                    |                          |                          |                          |                          |
| 2013.04.17. | 1x15     | 1x08/2  | Tizenötödik rész   | 937 696                  | 24.9                     | 349 969                  | 20.8                     |
| Hürrem féltékenységi rohamot rendez, amikor rájön, hogy Szulejmán egy ágyassal töltötte az éjszakát, miközben ő a gyermekükkel vajúdott. Amikor barátnőjét újra magához hívatja éjszakára a szultán, gonosz bosszút tervel ki újdonsült riválisa ellen. Gonoszsága azonban kitudódik, és a válide súlyos büntetést szab ki rá. Kiszemelik Hatidzse jövendőbelijét Musztafa tanítómester személyében. |          |         |                    |                          |                          |                          |                          |
| |          |         |                    |                          |                          |                          |                          |
| 2013.04.17. | 1x15     | 1x08/2  | Tizenhatodik rész  | 937 696                  | 24.9                     | 349 969                  | 20.8                     |
| Hürrem megsebezi Gülnihalt, a barátját. |          |         |                    |                          |                          |                          |                          |